# Grattacieli più alti della Germania

Skyline di Francoforte nel 2022

Questa è una lista dei grattacieli più alti della Germania ordinati per altezza.
Secondo la classificazione internazionale e come riportato nel sito del Ctbuh (Council on Tall Buildings and Urban Habitat), il grattacielo più elevato in base all'altezza strutturale è la Commerzbank Tower di Francoforte. Il grattacielo con il maggior numero di piani è, invece, la Messeturm sempre di Francoforte, che è anche il secondo più alto della Germania.
La costruzione di grattacieli non è, tuttavia, comune nelle città tedesche, soprattutto nei centri città dove tradizionalmente sono i campanili le strutture più alte. Infatti, solo la città di Francoforte, grazie al suo profilo economico di centro finanziario internazionale, è riuscita a sviluppare un consistente numero di grattacieli nel centro della città; basti pensare che su 19 edifici che superano i 150 metri, ben 18 sono situati a Francoforte.

## Grattacieli di altezza uguale o superiore a 100 metri
Ad oggi, la maggior parte dei grattacieli tedeschi sono situati a Francoforte, Berlino, Colonia e Monaco di Baviera. Qui di seguito verranno inseriti i soli edifici di altezza uguale o superiore ai 100 m, in conformità alle convenzioni internazionali.
| Pos. | Nome                                 | Immagine | Città                | Altezza | Piani | Anno di completamento | Note |
| ---- | ------------------------------------ | -------- | -------------------- | ------- | ----- | --------------------- | --- |
| 1    | Commerzbank Tower                    |          | Francoforte sul Meno | 259     | 56    | 1997                  | Tallest building in Europe from 1997 to 2003; tallest building in the European Union from 1997 to 2011, and from 2020 to 2022; headquarters of Commerzbank; reach a total height of 300.1 metres including the antenna                                |
| 2    | Messeturm                            |          | Francoforte sul Meno | 256,5   | 63    | 1990                  | Tallest building in Europe from 1990 to 1997; main tenants are Goldman Sachs and Thomson Reuters |
| 3    | Westendstraße 1                      |          | Francoforte sul Meno | 208     | 53    | 1993                  | Headquarters of DZ Bank |
| 4=   | Main Tower                           |          | Francoforte sul Meno | 200     | 55    | 1999                  | Height including the antenna is 240 metres; main tenants are Landesbank Hessen-Thüringen and S&P Global Ratings |
| 4=   | Tower 185                            |          | Francoforte sul Meno | 200     | 55    | 2011                  | Main tenant is PricewaterhouseCoopers |
| 6    | One                                  |          | Francoforte sul Meno | 190.9   | 49    | 2022                  | Features a public bar with a surrounding roof terrace at a height of 185 metres |
| 7    | Omniturm                             |          | Francoforte sul Meno | 189.9   | 46    | 2019                  | [ 5 ] |
| 8    | Trianon                              |          | Francoforte sul Meno | 186     | 45    | 1993                  | Main tenant is DekaBank |
| 9    | Seat of the European Central Bank    |          | Francoforte sul Meno | 185     | 45    | 2014                  | Height including the antenna is 201 metres; new headquarters of the European Central Bank |
| 10   | Grand Tower                          |          | Francoforte sul Meno | 180     | 47    | 2020                  | Tallest residential building in Germany |
| 11=  | Opernturm                            |          | Francoforte sul Meno | 170     | 42    | 2009                  | Main tenant is UBS |
| 11=  | Taunusturm                           |          | Francoforte sul Meno | 170     | 40    | 2014                  | |
| 13   | Silberturm                           |          | Francoforte sul Meno | 166     | 32    | 1978                  | Tallest building in Germany from 1978 to 1990; former headquarters of Dresdner Bank, which merged with Commerzbank in 2009; main tenant is now Deutsche Bahn                                                                                          |
| 14   | Post Tower                           |          | Bonn                 | 162,5   | 42    | 2002                  | Tallest building in Bonn; headquarters of Deutsche Post and DHL |
| 15   | Westend Gate                         |          | Francoforte sul Meno | 159     | 47    | 1976                  | Tallest building in Germany from 1976 to 1978; main tenant is Marriott Frankfurt Hotel. |
| 16=  | Deutsche Bank I                      |          | Francoforte sul Meno | 155     | 40    | 1984                  | Headquarters of Deutsche Bank |
| 16=  | Deutsche Bank II                     |          | Francoforte sul Meno | 155     | 38    | 1984                  | Headquarters of Deutsche Bank |
| 16=  | Marienturm                           |          | Francoforte sul Meno | 155     | 38    | 2019                  | [ 6 ] |
| 19   | Skyper                               |          | Francoforte sul Meno | 154     | 38    | 2004                  | Main tenant is DekaBank |
| 20   | Kölnturm                             |          | Colonia              | 148     | 43    | 2001                  | Tallest building in Colonia; height including the antenna is 165 metres |
| 21   | Eurotower                            |          | Francoforte sul Meno | 148     | 39    | 1977                  | Former headquarters of the European Central Bank |
| 22=  | Colonia-Haus                         |          | Colonia              | 147     | 42    | 1973                  | Tallest building in Germany from 1973 to 1976 |
| 22=  | Atlantic Hotel Sail City             |          | Bremerhaven          | 147     | 23    | 2008                  | Tallest building in the state of Bremen; the roof top is at 86 metres, but the architectural spire counts as official height; main tenant is Atlantic Hotels                                                                                          |
| 24   | Hochhaus Uptown München              |          | Monaco di Baviera    | 146     | 38    | 2004                  | Tallest building in Monaco di Baviera; headquarters of Telefónica Germany |
| 25   | One Forty West                       |          | Francoforte sul Meno | 145     | 41    | 2020                  | |
| 26   | Jen Tower                            |          | Jena                 | 144,5   | 32    | 1972                  | Tallest building in Thuringia; headquarters of Intershop Communications |
| 27   | City-Hochhaus Leipzig                |          | Leipzig              | 142,5   | 36    | 1972                  | Tallest building in Leipzig; tallest building in the former East Germany; tallest building within both Germanies from 1972 to 1973; tallest in Saxony; height including the antenna is 155 metres; principale proprietario è European Energy Exchange |
| 28   | Frankfurter Büro Center              |          | Francoforte sul Meno | 142     | 40    | 1980                  | Main tenant is Clifford Chance |
| 29   | City-Haus                            |          | Francoforte sul Meno | 142     | 42    | 1974                  | Main tenant is DZ Bank |
| 30   | Edge East Side Tower                 |          | Berlino              | 142     | 36    | 2023                  | Tallest building in Berlin; principale proprietario è Amazon |
| 31   | Neuer Henninger-Turm                 |          | Francoforte sul Meno | 140     | 40    | 2017                  | |
| 32=  | Gallileo                             |          | Francoforte sul Meno | 136     | 38    | 1999                  | principale proprietario è Commerzbank |
| 32=  | Nextower                             |          | Francoforte sul Meno | 136     | 32    | 2009                  | Part of the Palais Quartier complex |
| 34   | Business Tower Nürnberg              |          | Nürnberg             | 135     | 34    | 1999                  | Headquarters of Nürnberger Versicherungsgruppe |
| 35   | Uni-Center Köln                      |          | Colonia              | 134     | 42    | 1973                  | |
| 36   | Pollux                               |          | Francoforte sul Meno | 130     | 33    | 1997                  | Part of the Kastor und Pollux complex; principale proprietario è Commerzbank |
| 37   | Spin Tower                           |          | Francoforte sul Meno | 128     | 31    | 2023                  | |
| 38=  | Garden Tower                         |          | Francoforte sul Meno | 127     | 25    | 1976                  | Former headquarters of Landesbank Hessen-Thüringen; principale proprietario è Société Générale |
| 38=  | RWE Tower                            |          | Essen                | 127     | 30    | 1996                  | Headquarters of RWE |
| 40   | Highlight I                          |          | Monaco di Baviera    | 126     | 33    | 2004                  | principale proprietario è Roland Berger Strategy Consultants |
| 41   | Treptowers                           |          | Berlino              | 125     | 32    | 1998                  | |
| 42   | Park Inn Berlin                      |          | Berlino              | 125     | 41    | 1969                  | |
| 43   | Arag-Tower                           |          | Düsseldorf           | 125     | 32    | 2001                  | Tallest building in Düsseldorf |
| 44   | LVA Hauptgebäude                     |          | Düsseldorf           | 123     | 29    | 1976                  | |
| 45   | City Tower                           |          | Offenbach am Main    | 120     | 32    | 2003                  | |
| 46   | Steglitzer Kreisel                   |          | Berlino              | 120     | 30    | 1980                  | |
| 47=  | Maritim Travemünde                   |          | Travemünde           | 119     | 35    | 1974                  | |
| 47=  | Upper West                           |          | Berlino              | 119     | 33    | 2017                  | |
| 49   | Zoofenster                           |          | Berlino              | 118     | 32    | 2012                  | |
| 50   | Messe Torhaus                        |          | Francoforte sul Meno | 117     | 30    | 1984                  | |
| 51=  | UN-Hochhaus                          |          | Bonn                 | 115     | 31    | 1969                  | Also known as Langer Eugen; built as the Neues Abgeordnetenhochhaus ("New Representatives Tower") to provide office space for Bundestag representatives and used as such until the Bundestag moved to Berlin in 1999                                  |
| 51=  | Dorint Hotel Tower                   |          | Augsburg             | 115     | 35    | 1972                  | |
| 51=  | Japan Center                         |          | Francoforte sul Meno | 115     | 28    | 1996                  | |
| 51=  | Park Tower                           |          | Francoforte sul Meno | 115     | 29    | 2007                  | |
| 55   | Hypo-Haus                            |          | Monaco di Baviera    | 114     | 27    | 1981                  | |
| 56   | Highlight II                         |          | Monaco di Baviera    | 113     | 28    | 2004                  | |
| 57   | Westhafen Tower                      |          | Francoforte sul Meno | 112     | 30    | 2003                  | |
| 58=  | TÜV Rheinland                        |          | Colonia              | 112     | 22    | 1974                  | |
| 58=  | IBC Tower                            |          | Francoforte sul Meno | 112     | 30    | 2003                  | |
| 60=  | Büro Center Nibelungenplatz          |          | Francoforte sul Meno | 110     | 27    | 1966                  | |
| 60=  | Eurotheum                            |          | Francoforte sul Meno | 110     | 31    | 1999                  | |
| 60=  | WinX                                 |          | Francoforte sul Meno | 110     | 30    | 2019                  | |
| 60=  | Elbe Philharmonic Hall               |          | Amburgo              | 110     | 26    | 2017                  | Tallest building in Hamburg |
| 64   | Ringturm                             |          | Colonia              | 109     | 26    | 1973                  | |
| 65   | Neue Mainzer Straße 32-36            |          | Francoforte sul Meno | 109     | 28    | 1973                  | |
| 66=  | Radisson Blu Hotel Hamburg           |          | Amburgo              | 108     | 32    | 1973                  | |
| 66=  | Victoria-Haus                        |          | Düsseldorf           | 108     | 29    | 1998                  | |
| 68=  | Essen City Hall                      |          | Essen                | 106     | 23    | 1979                  | |
| 68=  | Senckenberg-Turm                     |          | Francoforte sul Meno | 106     | 26    | 2022                  | |
| 68=  | Debis-Haus                           |          | Berlino              | 106     | 22    | 1997                  | |
| 71   | Land- und Amtsgericht Köln           |          | Colonia              | 105     | 25    | 1981                  | |
| 72=  | Kölntriangle                         |          | Colonia              | 103     | 29    | 2006                  | |
| 72=  | Bahntower                            |          | Berlino              | 103     | 25    | 2000                  | |
| 72=  | Europa-Center                        |          | Berlino              | 103     | 22    | 1965                  | |
| 72=  | SV-Hochhaus                          |          | Monaco di Baviera    | 103     | 28    | 2008                  | |
| 76=  | Herkules-Hochhaus                    |          | Colonia              | 102     | 31    | 1969                  | |
| 76=  | Kudamm Karree                        |          | Berlino              | 102     | 20    | 1974                  | |
| 76=  | Apartment-Hochhaus am Collini-Center |          | Mannheim             | 102     | 32    | 1975                  | |
| 76=  | Deutschlandradio-Turm                |          | Colonia              | 102     | 19    | 1975                  | |
| 80   | Neuer Kanzlerplatz                   |          | Bonn                 | 101,5   | 28    | 2022                  | |
| 81   | Mundsburg Turm I                     |          | Amburgo              | 101     | 29    | 1973                  | |
| 82=  | Neckarpromenade Wohnturm I           |          | Mannheim             | 101     | 30    | 1975                  | |
| 82=  | Neckarpromenade Wohnturm II          |          | Mannheim             | 101     | 30    | 1975                  | |
| 82=  | Neckarpromenade Wohnturm III         |          | Mannheim             | 101     | 30    | 1975                  | |
| 82=  | Kollhoff-Tower                       |          | Berlino              | 101     | 25    | 1999                  | |
| 82=  | BMW Headquarters                     |          | Monaco di Baviera    | 101     | 22    | 1973                  | |
| 82=  | Maritim Clubhotel                    |          | Timmendorfer Strand  | 101     | 32    | 1973                  | |
| 88=  | Holiday Inn Frankfurt City South     |          | Francoforte sul Meno | 100     | 25    | 1972                  | |
| 88=  | Charité                              |          | Berlino              | 100     | 21    | 1982                  | |
| 88=  | Die Pyramide                         |          | Berlino              | 100     | 23    | 1995                  | |
| 88=  | RellingHaus II                       |          | Essen                | 100     | 21    | 1999                  | |

## Grattacieli in costruzione
Questa lista comprende tutti i grattacieli di altezza superiore o uguale a 100 m attualmente in costruzione.
| #  | Nome                   | Città                | Altezza | Piani | Fine costruzione | Note |
| -- | ---------------------- | -------------------- | ------- | ----- | ---------------- | ---- |
| 1  | Elbtower               | Amburgo              | 245     | 61    | 2026             |      |
| 2  | Four I                 | Francoforte sul Meno | 233     | 59    | 2024             |      |
| 3  | Central Business Tower | Francoforte sul Meno | 205     | 52    | 2028             |      |
| 4  | Four II                | Francoforte sul Meno | 178     | 47    | 2024             |      |
| 5  | Estrel Tower           | Berlino              | 176     | 45    | 2024             |      |
| 6  | Alexander Tower        | Berlino              | 150     | 35    | 2024             |      |
| 7  | MYND-Turm              | Berlino              | 134     | 33    | 2026             |      |
| 8  | Covivio Tower          | Berlino              | 130     | 36    | 2026             |      |
| 9  | Four III               | Francoforte sul Meno | 125     | 32    | 2024             |      |
| 10 | Sparda-Bank Tower      | Francoforte sul Meno | 124     | 35    | 2025             |      |
| 11 | UpperNord Tower        | Düsseldorf           | 120     | 36    | [ 21 ]           |      |
| 12 | Agromex Tower I        | Berlino              | 110     | 30    | 2024             |      |
| 13 | Schwabenlandtower      | Fellbach             | 107     | 34    | 2023             |      |
| 14 | Four IV                | Francoforte sul Meno | 105     | 25    | 2024             |      |

## Grattacieli demoliti
Questa lista comprende tutti i grattacieli demoliti di altezza superiore o uguale a 100 m.
| Nome                         | Immagine | Città                | Altezza | Piani | Anno di completamento | Anno di demolizione | Note                                                         |
| ---------------------------- | -------- | -------------------- | ------- | ----- | --------------------- | ------------------- | ------------------------------------------------------------ |
| Funkhaus am Raderberggürtel  |          | Colonia              | 138     | 34    | 1978                  | 2019–2021           | Former headquarters of Deutsche Welle                        |
| Bayer-Hochhaus               |          | Leverkusen           | 122     | 29    | 1963                  | 2012–2013           | Tallest building in Germany from 1963 to 1972                |
| AfE-Turm                     |          | Francoforte sul Meno | 116     | 32    | 1972                  | 2014                | Tallest building in Europe to be demolished using explosives |
| Friedrich-Engelhorn-Hochhaus |          | Ludwigshafen         | 102     | 28    | 1957                  | 2013–2014           | Tallest building in Germany from 1957 to 1963                |
| Sparkasse Hagen Tower        |          | Hagen                | 101     | 23    | 1975                  | 2004                |                                                              |